# Walter Bohatsch

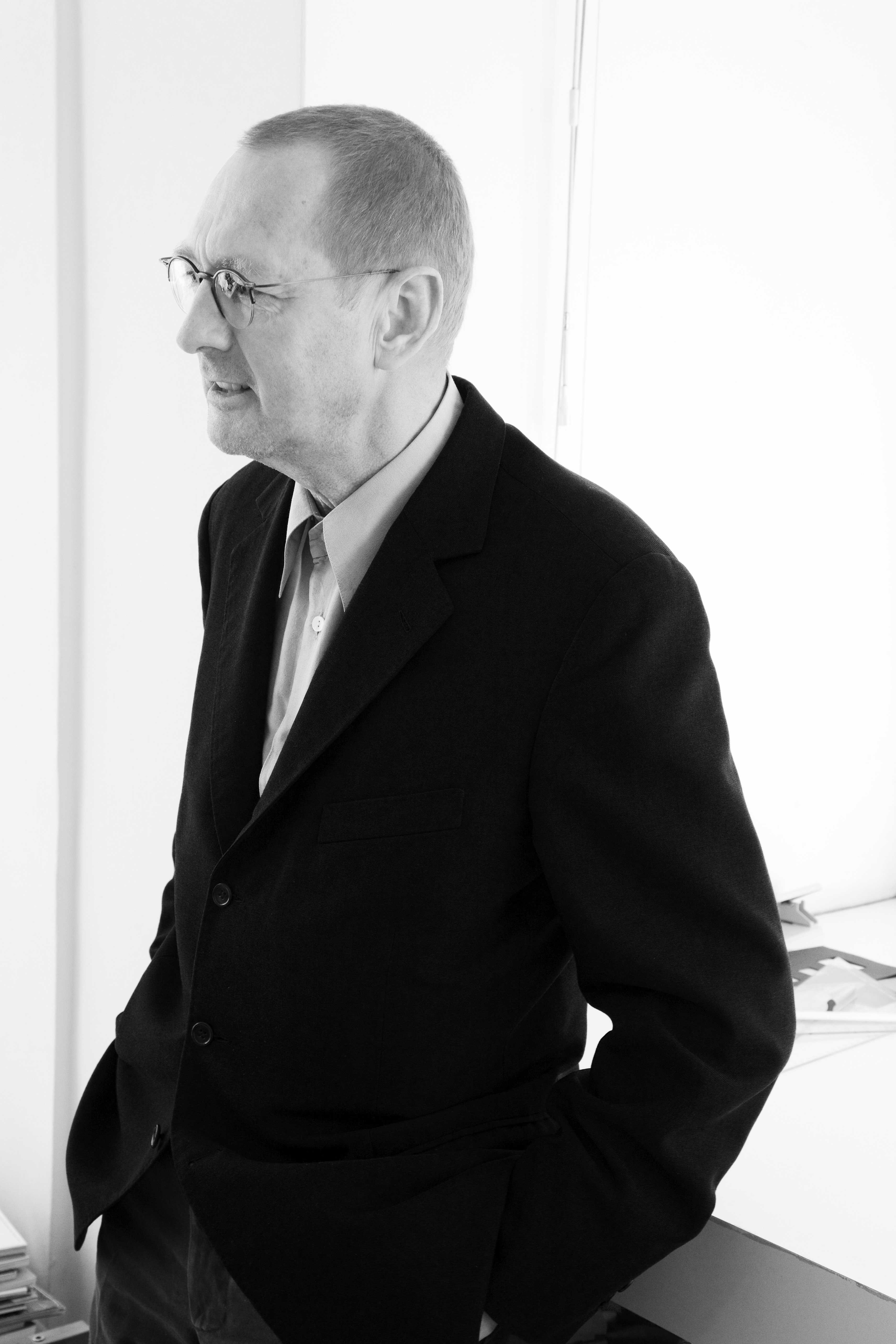
Walter Bohatsch (Photo: Markus Roessle)

Walter Bohatsch (* 8. August 1949 in Mürzzuschlag) ist ein österreichischer Grafiker. Er hat das österreichische Grafik-Design internationalisiert und brachte Einflüsse aus der Schweiz, Kanada und den USA nach Wien.

## Werdegang
Walter Bohatsch war Gasthörer an der Kunstgewerbeschule Graz und begann ein Studium an der Hochschule für Welthandel in Wien, bevor er 1972 für fünf Jahre nach Kanada ging. Er war in Montreal für die Designbüros Jon German Inc. und für Gottschalk & Ash Int. tätig. 1978 kehrte Bohatsch nach Europa zurück und absolvierte das postgraduale Studium Typografie, Grafik- und Filmdesign bei Wolfgang Weingart, Armin Hoffmann und Peter von Arx an der Schule für Gestaltung in Basel/Schweiz. 1983 gründete Bohatsch sein eigenes Grafikbüro in Wien. 1988 absolvierte er Studienlehrgänge im Bereich computerunterstütztes Graphic Design an der Carnegie Mellon University und Harvard University.
Seit 1997 ist Walter Bohatsch Mitglied der weltweit renommierten Alliance Graphique International (AGI).
In zahlreichen internationalen Fachpublikationen wurden Arbeiten seines Büros und Texte von Walter Bohatsch publiziert, in denen experimentelle und inhaltsbezogene Arbeitsweise gepaart im Zentrum des Entwurfsprozesses stehen.
Er ist Initiator der Videoarbeit akustisch-visuelle Fragmente gemeinsam mit dem Komponisten Germán Toro Pérez sowie des Typojiprojektes und Urheber der Typojis. Seit 2019 widmet sich Walter Bohatsch ausschließlich freien künstlerischen Arbeiten mit dem Fokus auf Sprache, Schrift und Wahrnehmung.
Walter Bohatsch ist mit der Architektin Irmgard Frank verheiratet, seine Brüder sind der Maler Erwin Bohatsch und der Schauspieler und Musiker Helmut Bohatsch. Walter Bohatsch lebt in Wien und im südlichen Burgenland.

## Lehrtätigkeit
Von 1989 bis 1992 lehrte er experimentelle Typographie an der Universität für angewandte Kunst Wien. 1998 bis 1999 unterrichtete er in Dornbirn Integrales Design im Studienbereich Inter Media an der Fachhochschule Vorarlberg.

## Auszeichnungen
- 3 × Staatspreis „Schönstes Buch Österreichs“ (1990, 2004, 2007) und 8-fache Nominierung
- Goldene Venus 2002, Silberne Venus 2011, Bronzene Venus 2008 und 2013, CCA[5]
- diverse Nominierungen und Auszeichnungen beim Joseph Binder Award
- Auszeichnungen beim red dot Award 1997
- mehrere Auszeichnungen ISTD International Typographic Awards (1991, 1993, 1996, 2009[6])
- Teilnahme an der Biennale Brünn 2000, 2004, 2008

## Veröffentlichungen
- Continuously[7], Verlag Anton Pustet, Salzburg, 2007, ISBN 978-3-7025-0556-1.
- Mitherausgeber der Architekturzeitschrift Bauart, 1989–1996
- Typojis – Einige neue Zeichen / A Few More Glyphs[8][9], Verlag Hermann Schmidt, ISBN 978-3-87439-849-7.

## Ausstellungen
- 1992 Moulinex – 3 Installationen Eva Afuhs, Walter Bohatsch, Jochen Traar – Secession
- 1999 Ausstellung und Uraufführung der akustisch-visuellen Fragmente – Haus Wittgenstein
- 2017 Typojis – A Few More Glyphs – Semper Depot Atelierhaus der Akademie der bildenden Künste Wien